# Wzór Friedewalda
Wzór Friedewalda, formuła Friedewalda – wzór matematyczny umożliwiający pośrednie obliczenie stężenia cholesterolu frakcji LDL (LDL-C), wykorzystujący wcześniejsze oznaczenie stężenia cholesterolu całkowitego (TC), cholesterolu frakcji HDL (HDL-C) oraz triglicerydów (TG).
Dla wartości podanych w mmol/l wzór przyjmuje postać:
LDL-C = TC – HDL-C – TG/2,2
Dla wartości podanych w mg/dl:
LDL-C = TC – HDL-C – TG/5
Powyższy wzór staje się niemiarodajny przy wartościach TG powyżej 2,3 mmol/l (200 mg/dl). Dokładność oceny, oprócz błędów związanych z oznaczeniem TC, HDL-C i TG, zmniejszają także: otyłość, zespół metaboliczny, cukrzyca typu 2 oraz wartość LDL-C poniżej 1,8 mmol/l (70 mg/dl). Do oceny ryzyka sercowo-naczyniowego należy wówczas wykorzystać raczej oznaczenie nie-HDL-C lub ApoB. LDL-C można także oznaczać metodami bezpośrednimi (wykorzystywane w analizatorach automatycznych), bez stosowania wzoru Friedewalda.
Na dokładniejsze wyliczenie wartości LDL-C pozwala wzór Martina i Hopkinsa (modyfikacja wzoru Friedewalda chroniona licencją). 